# Dia Internacional del Jazz
El Dia Internacional del Jazz serveix per a conscienciar el públic en general sobre les virtuts de la música jazz com a eina educativa i com a motor per a la pau, la unitat, el diàleg i el reforç de la cooperació entre pobles. Se celebra a tot el món, des del 2012, amb concerts i activitats educatives. Reuneix comunitats locals, escoles, artistes, historiadors, acadèmics i fans del jazz de tot el món per a celebrar i aprendre sobre l'art del jazz, les seves arrels, el seu futur i el seu impacte.

## Dia Internacional del Jazz: 30 d'abril
La data del 30 d'abril com el Dia Internacional del Jazz va ser proclamada per la Conferència General de la UNESCO el novembre de 2011. Els governs, les institucions educatives i la societat civil que participen en la promoció del jazz aprofiten aquesta oportunitat per a difondre la idea que el jazz no és sols un estil de música, sinó que també contribueix a la construcció de societats més inclusives.
| «                                    | Per què un Dia Internacional del Jazz? La celebració d'aquesta jornada té com a objectiu sensibilitzar el públic en general sobre les virtuts de la música jazz com a eina educativa i com a motor per a la pau, la unitat, el diàleg i el reforç de la cooperació entre pobles. Els governs, les institucions educatives i la societat civil que participen en la promoció del jazz aprofiten aquesta oportunitat per difondre la idea que el jazz no és només un estil de música, sinó que també contribueix a la construcció de societats més inclusives: - El jazz trenca barreres i crea oportunitats per a la comprensió mútua i la tolerància - El jazz és una forma de llibertat d'expressió - El jazz simbolitza la unitat i la pau - El jazz redueix les tensions entre els individus, els grups i les comunitats - El jazz fomenta la igualtat de gènere - El jazz reforça el paper que juga el jovent en el canvi social - El jazz promou la innovació artística, la improvisació i la integració de músiques tradicionals en les formes musicals modernes - El jazz estimula el diàleg intercultural i facilita la integració de joves marginats. La data del 30 d'abril com el Dia Internacional del Jazz va ser proclamada per la Conferència General de la UNESCO el novembre de 2011. | » |
| — Organització de las Nacions Unides | |   |

## Seus del Dia Internacional del Jazz
| Any  | País         | Ciutat           |
| ---- | ------------ | ---------------- |
| 2020 | Sud-àfrica   | Ciutat del Cap   |
| 2019 | Austràlia    | Melbourne        |
| 2018 | Rússia       | Sant Petersburg  |
| 2017 | Cuba         | l'Havana         |
| 2016 | Estats Units | Washington D. C. |
| 2015 | França       | París            |
| 2014 | Japó         | Osaka            |
| 2013 | Turquia      | Istanbul         |